# Bykowka (obwód biełgorodzki)
Bykowka (ros. Быковка) – wieś w Rosji, w obwodzie biełgorodzkim, w rejonie jakowlewskim. W 2010 liczyła 963 mieszkańców.